# Wildenheid
Wildenheid ist ein Stadtteil der oberfränkischen Stadt Neustadt bei Coburg im Landkreis Coburg.

## Geographie
Wildenheid liegt etwa drei Kilometer nördlich von Neustadt bei Coburg. Der Stadtteil grenzt im Norden, Osten und Westen an die thüringische Stadt Sonneberg und wird von der Röden durchflossen.

## Geschichte

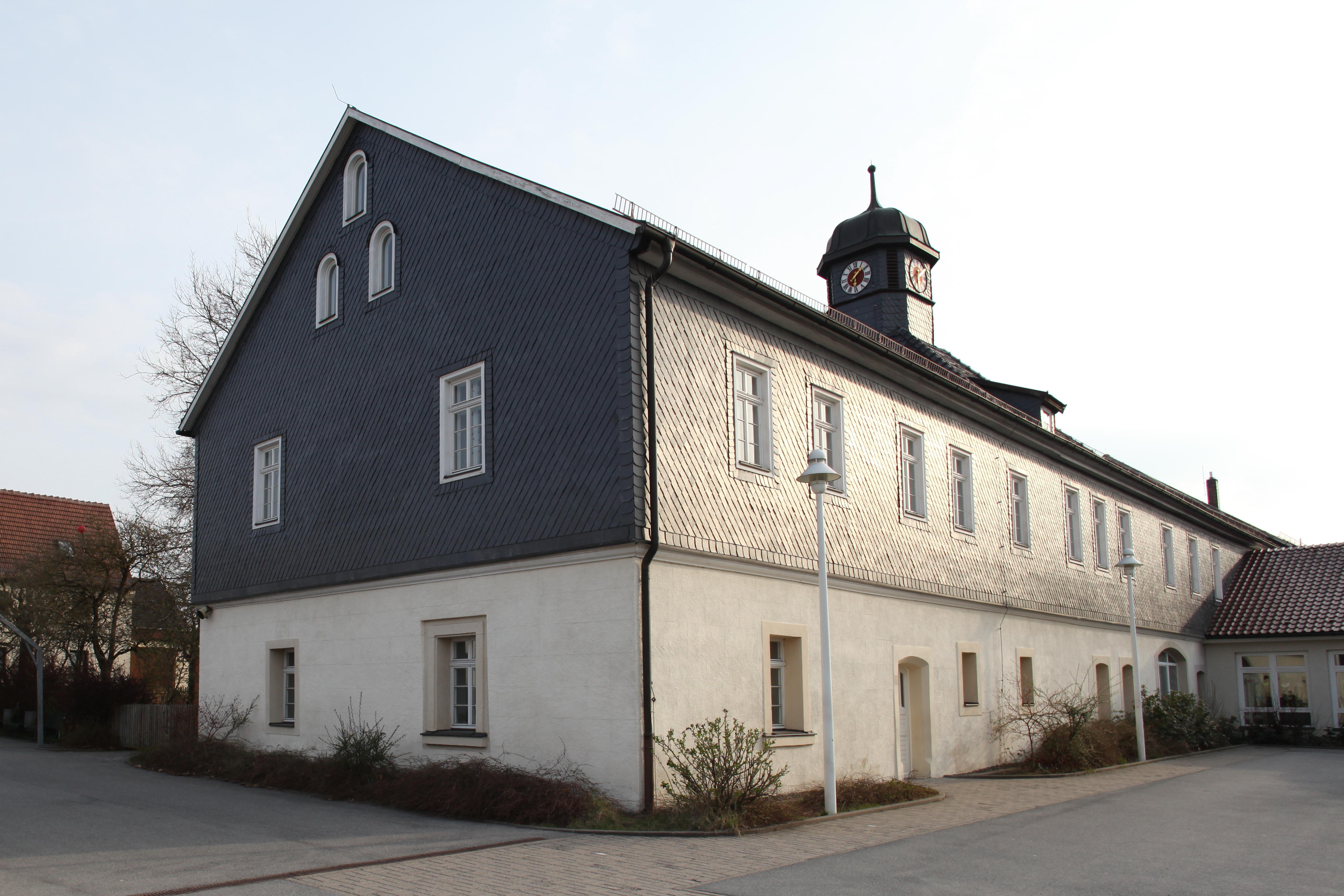
Unteres Schloss

Wildenheid wurde 1317 erstmals im Urbarium, einer Auflistung von Besitzungen der Henneberger beim Erwerb der Neuen Herrschaft, als Flurname Wildenheyde urkundlich erwähnt.
In dem ursprünglich Wald-, Heide- und Sumpfland entstand zwischen 1340 und 1347 die Siedlung Wildenheide, die dem Geschlecht derer von Schaumberg gehörte. Anfang des 15. Jahrhunderts bekamen die von Kemmaten Dorf und Heide zu Lehen. Sie erbauten Anfang des 16. Jahrhunderts den Kern des Unteren Schlosses und ließen eine Vielzahl von Teichen für die Fischzucht anlegen. Den Waldfriedensee ließ  Heinz von Kemmaten im Jahr 1461 als Schafteich, zum Waschen und Tränken der Tiere anlegen. 1551 kam es durch Verkauf zu einer Teilung des Rittergutes. Der Erwerber Wilhelm von Schott errichtete ein zweites Gutshaus, das Obere Schloss. Das Untere Schloss erwarb 1569 Georg Truchseß von Henneberg. 1668 vereinigte der Rittmeister Wolf Sebastian von Bronsard nach Kauf beide Teilgüter. In den nächsten zwei Jahrhunderten kam es wiederholt zu einem Besitzerwechsel, bis das Rittergut 1852 herzogliche Domäne wurde, nachdem zuvor 1848 die Bevölkerung des Ortes von den Lasten des Gutes befreit worden war. Ab 1878 folgte der Verkauf der Grundstücke an die örtlichen Bauern und des Schlosses an die Gemeinde, die darin eine Schule mit einer Lehrerwohnung einrichtete. Ein neu angebauter Stall nahm 1951 die Gemeindeverwaltung auf.
Nach dem Dreißigjährigen Krieg gab es noch 60 Einwohner, die in 14 Häusern lebten. 13 Hofstätten waren verlassen worden und standen wüst.
Die Wildenheider Kinder gingen bis Mitte des 17. Jahrhunderts in Neustadt zur Schule. Danach hatten sie einen eigenen Schulmeister. Am 15. September 1879 wurde das alte Schloss als neues Schulhaus eingeweiht. Zuvor stand es an der heutigen Unteren Burgstraße. 1959 wurden 171 Schüler von fünf Lehrern unterrichtet. Da nur vier Klassenzimmer vorhanden waren, wurde Schichtunterricht eingeführt. Ein Erweiterungsbau für 700.000 DM wurde 1965 eröffnet.
Die Spielwarenindustrie in Sonneberg und Neustadt ließ in Wildenheid Ende des 19. Jahrhunderts viele Klein- und Zulieferbetriebe für die Puppenherstellung entstehen. Industrieansiedlungen in Neustadt in den 1930er Jahren wurden später die hauptsächlichen Arbeitgeber der Bevölkerung.
Im Ersten Weltkrieg verloren 21 und im Zweiten Weltkrieg 106 Wildenheider Soldaten ihr Leben. Ein Denkmal steht auf dem Friedhof.
In der Zeit von 1945 bis 1989 war für Wildenheid die Lage an der innerdeutschen Grenze bestimmend. Ab Ende der 1940er Jahre bis Ende der 1970er Jahre wurden rund 250 Ein- und Mehrfamilienhäuser errichtet. Neue Baugebiete waren Keller- und Krausenholz, Am Schottenholz, Ernstwinkel, Schafacker, Untere Weinbergstraße, Wildenheid-West und Kemmater Wiese. 1963 wurde die  Kirchengemeinde Wildenheid-Meilschnitz selbständig. Zuvor war die Neustadter Pfarrei St. Georg für den Ort zuständig. Ein Kino gab es von 1954 bis Anfang der 1970er Jahre.
Am 1. Mai 1978 wurde Wildenheid Stadtteil von Neustadt bei Coburg.
Die Trinkwasserversorgung erfolgte früher durch Hausbrunnen sowie Pump- und Laufbrunnen. Eine Versorgung aus der Stadt Sonneberg gab es ab dem 17. November 1928, die 1954 durch eine gemeindeeigene Anlage ersetzt wurde. Nach dem Dezember 1978 waren die Stadtwerke Neustadt für die Trinkwasserversorgung zuständig. Stromlieferanten waren ab dem 1. Dezember 1925 das Überlandwerk der Gumpertschen-Mühle in Mupperg und ab März 1935 das Bamberger Überlandwerk Oberfranken. 1997 übernahmen die Stadtwerke Neustadt die Stromversorgung.

## Einwohnerentwicklung

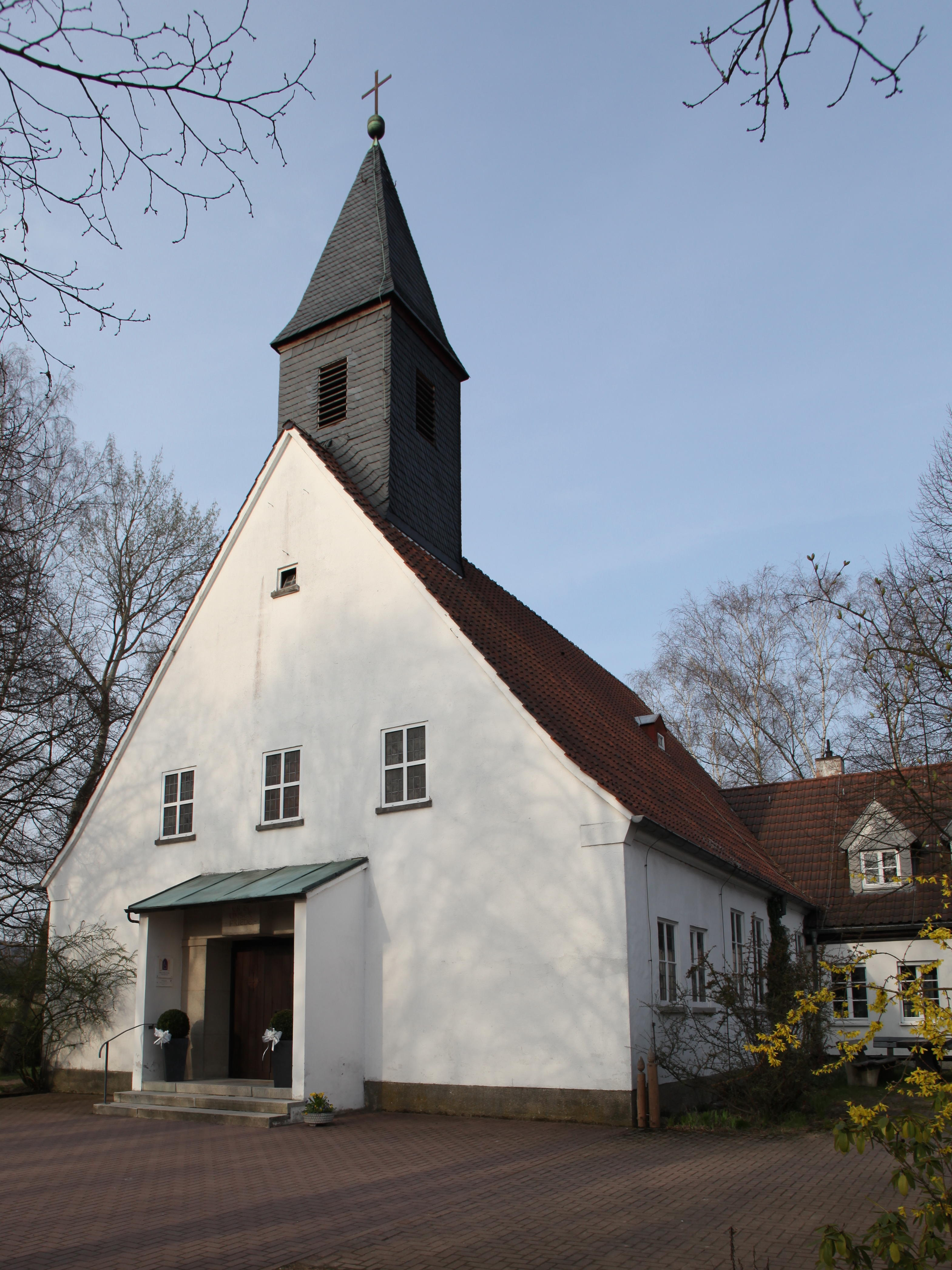
Friedenskirche

| Jahr | Einwohnerzahl |
| ---- | ------------- |
| 1783 | 123           |
| 1875 | 364           |
| 1895 | 507           |
| 1910 | 717           |
| 1933 | 914           |
| 1939 | 991           |
| 1950 | 1383          |
| 1961 | 1653          |
| 1970 | 1853          |
| 1987 | 1708          |
| 2013 | 2094          |
| 2020 | 2100          |

## Friedenskirche
Die evangelisch-lutherische Friedenskirche entstand 1954/55 unter der Bauleitung des Coburger Architektens Reinhard Claaßen.
Ein großer Teil der Baukosten in Höhe von 120.000 DM stammte aus der Aktion „Wooden Church Crusade“ (Kreuzzug für Kirchen aus Holz). Diese hatten amerikanische Christen  nach dem Zweiten Weltkrieg ins Leben gerufen, um 48 Holzkirchen entlang der innerdeutschen Grenze als Zeichen des Friedens zu errichten. Am 16. Oktober 1955 wurde die Wildenheider Friedenskirche feierlich eingeweiht. Der rechteckige Saalbau hat einen Giebelreiter in dem drei Glocken hängen, die  bei der Glockengießerei Rincker gegossen wurden. Einziger Schmuck des schlicht gestalteten Innenraums sind farbige Altarfenster des Malers Markus von Gosen aus Prien am Chiemsee.